# Януш Вишневецький
Януш Вишневецький гербу Корибут (червень 1599 (інколи 1598) — 9 листопада 1636) — князь, державний діяч Речі Посполитої, конюший великий коронний (1633–1636), староста кременецький (з 1629).

## Короткі біографічні відомості

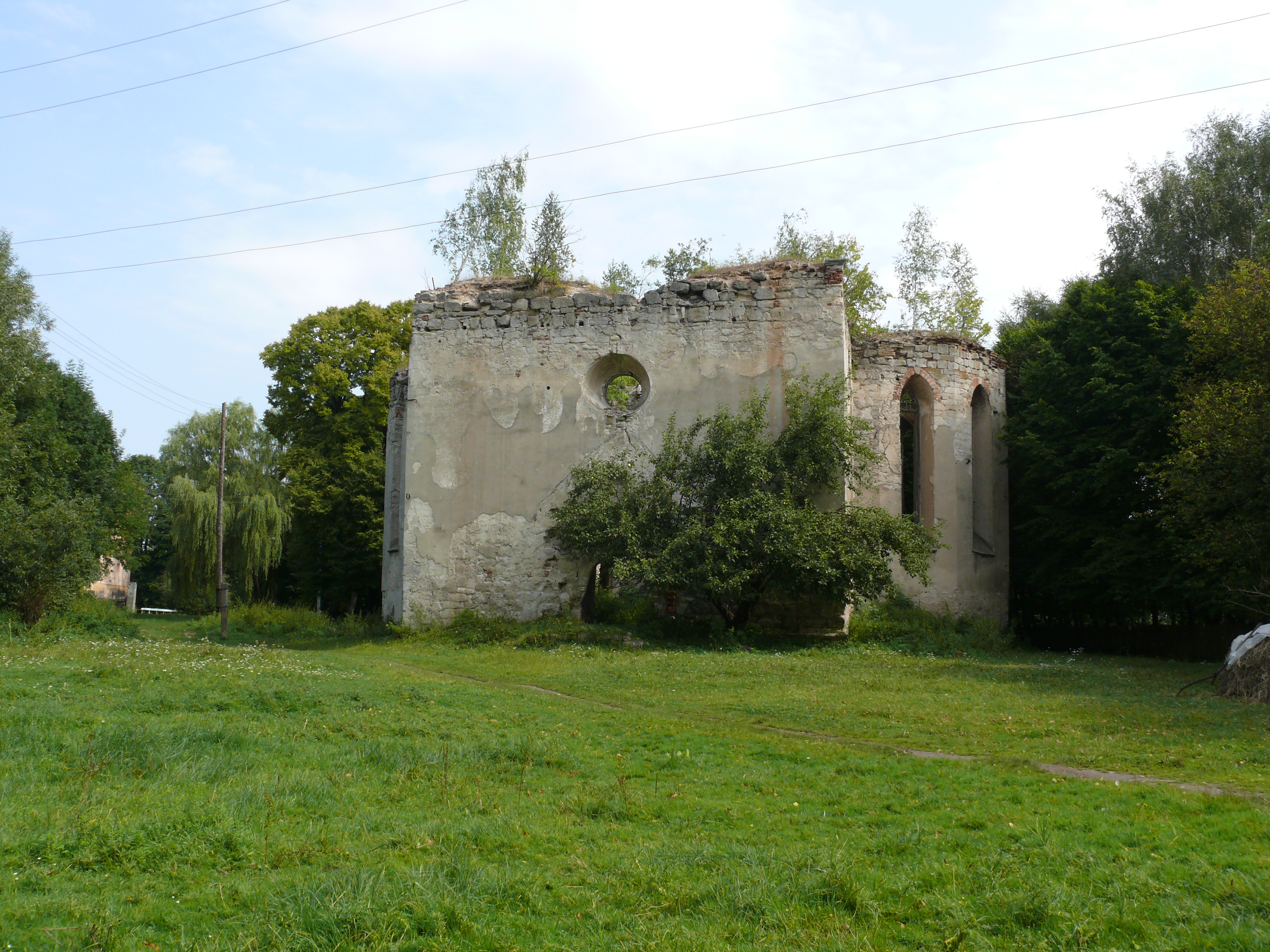
Костел Святого Антонія — місце поховання князя

Старший син воєводи руського, белзького князя Костянтина Вишневецького і його першої дружини Анни Загоровської. Здобув прекрасну освіту, в тім числі навчався й у Європі (найбільше часу провів на навчанні у Італії). Під час навчання в Європі також брав участь в військових кампаніях, здобуваючи таким чином і військовий досвід. Певний час був на службі в війську герцога Савойського Карла Емануїла І Великого. Під час своєї другої мандрівки в Європу вступив у іспанське військо полководця маркіза Амброзіо Спіноли, під керівництвом якого брав участь в успішній облозі Бреди в Голландії (1624-1625). 
З 1629 р. — староста кременецький, з 1633 р. — конюший великий коронний. Воював в лавах коронного війська Речі Посполитої, зокрема, проти Османської імперії — битва під Хотином 1621 року, шведського короля, Московської держави, Муртази-паші, татар, мав власну військо (корогву). Проти Абази-Баші власним коштом спорядив дві піші, одну кінну корогви. Князь Януш вів боротьбу з татарами в Україні, тримав при своєму дворі військо, на яке щорічно виділяв 120 тис. злотих зі свого скарбу. Частину своїх доходів спрямовував для забезпечення миру і спокою. 
Багато разів був обраний послом до сейму Речі Посполитої від Луцької землі, належав до партії "замойщиків", очолюваної підканцлером Томашем Замойським, претендував на польську корону. Брав участь у Коронному трибуналі 1620, сеймі 1634 р. Як ревний католик виступав проти єретиків і православних. Отримав величезну спадщину по смерті в 1631р. свого далекого родича, князя Юрія Збаразького, останнього з роду князів Збаразьких, а саме землі на Волині, та саме місто Збараж. Це дозволило йому вести безтурботне життя, щерез що він пізніше вліз в борги. На відміну від багатьох представників свого роду князь Януш мав спокійний та згідливий характер. Був поціновувачем високої культури, допомагаючи фінансово. Був покровителем відомого польського поета Самуеля Твардовського, на власні кошти видавав його твори, а по своїйсмерті заповів останньому у власність село Зарубинці. 
19 вересня 1627 року у Вільні взяв шлюб з дочкою писаря великого литовського, троцького воєводи Януша Скуміна Тишкевича і Барбари Нарушевич Катериною Євгенією Тишкевич гербу Леліва (бл.1610-† березень 1646) (був її другим чоловіком, всього була у шлюбі тричі), мав двох синів:
- Дмитра Юрія — великого гетьмана коронного
- Костянтина Криштофа — воєводу брацлавського, белзького.[5]
- Ганна (1630—1663)
- Барбара (1632—бл.1655)

Був власником багатьох поселень, зокрема, Залізців, Збаража — тут надав кошти для закінчення будівництва католицького монастиря бернардинців.
Був похований у крипті костелу Святого Антонія в Залізцях.